# Kapelle St. Eusebius

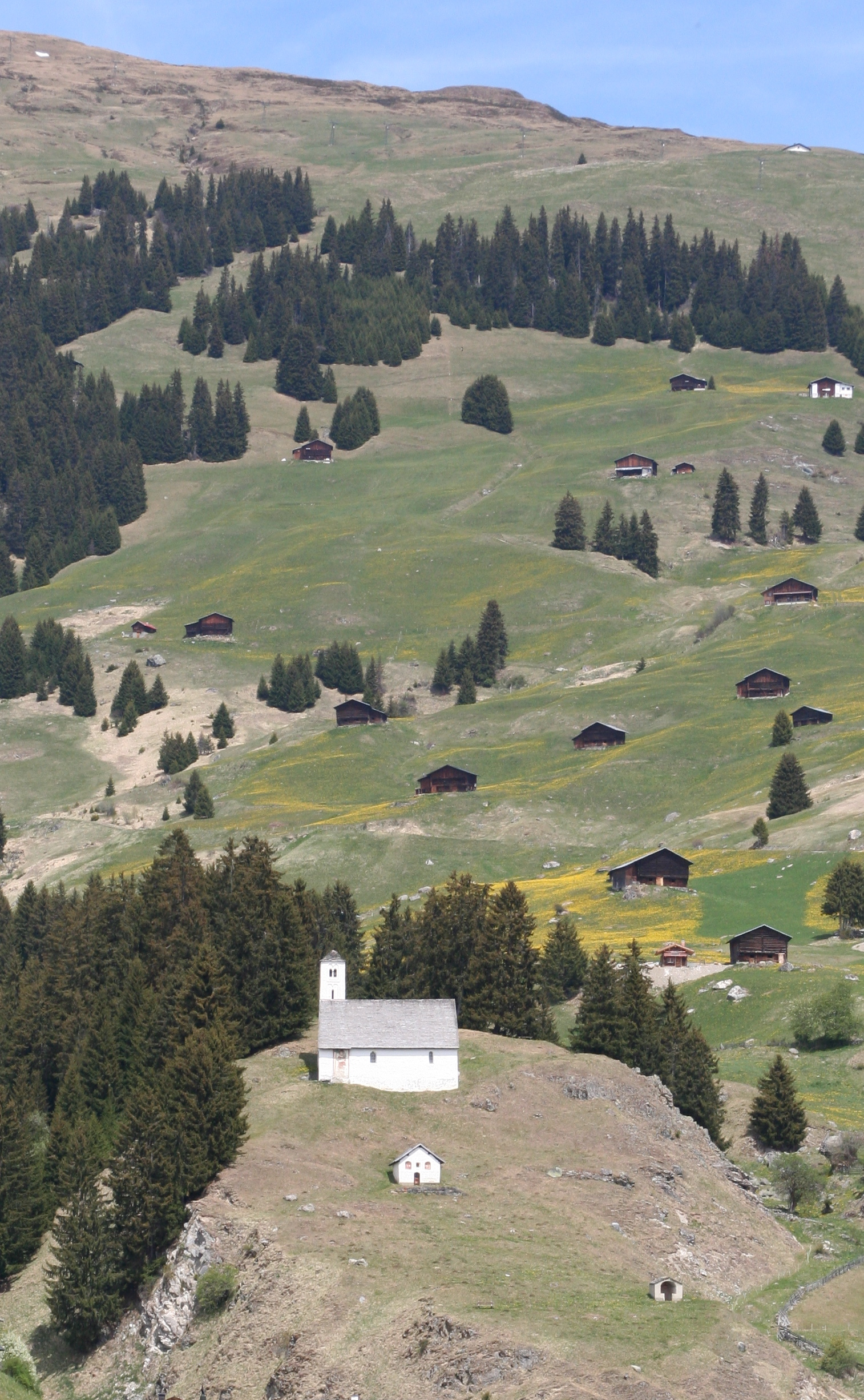
Eusebiuskapelle in Breil, Ansicht von Süden

Die Kapelle St. Eusebius steht in Breil/Brigels in der Surselva im schweizerischen Kanton Graubünden. Sie ist Eusebius von Vercelli geweiht.

## Geschichte
Die erste urkundliche Erwähnung der Kapelle stammt aus dem Jahr 1185. Da auf dem Hügel eine alte Fluchtburg nachgewiesen ist, hält Erwin Poeschel eine frühe Kirchenburg aus dem Frühmittelalter für möglich. Vermutlich wurde der viergeschossige Turm mit einer Vorgängerkirche um 1100 errichtet. Wohl in der Mitte des 14. Jahrhunderts wurde das Schiff unter Verwendung der Südwand des Vorgängerbaus auf die heutigen Ausmasse erweitert. Im 17. Jahrhundert wurde die Kapelle als Wallfahrtskirche viel besucht. Eine Renovation erfolgte 1927, umfangreiche Restaurierungen wurden von 1973 bis 1976 vorgenommen.
Unterhalb der Kapelle steht eine kleine St. Georgskapelle mit einem Rokokoaltar aus dem Jahr 1784. Sie wurde 1643 erstmals erwähnt. Die Wegkapelle St. Peter und Paul unterhalb der Georgskapelle wurde 1939 renoviert.

## Bau

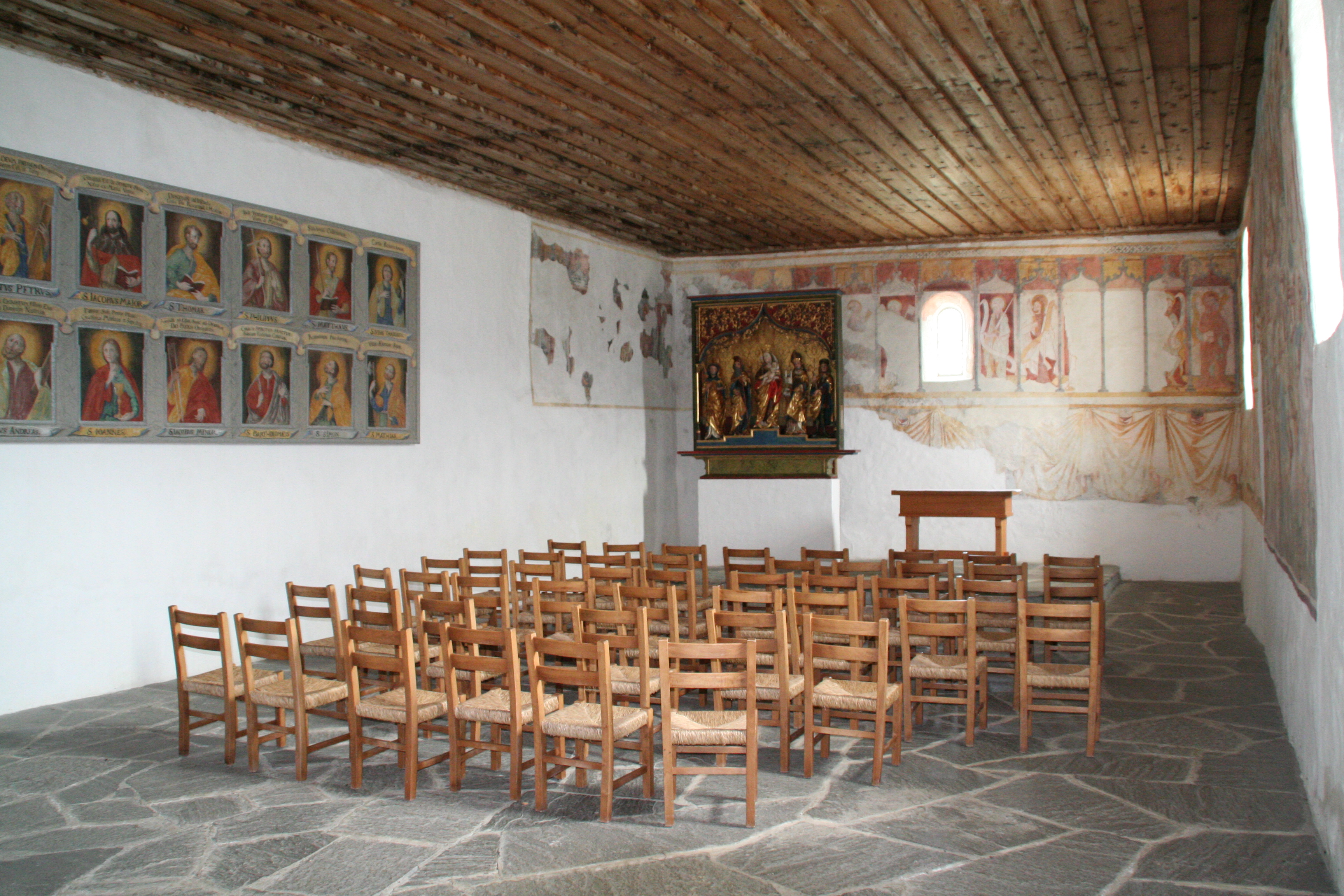
Innenansicht

Der chorlose Rechtecksaal ist mit einer spätgotischen Holzdecke gedeckt. Der Altarraum ist baulich nicht ausgewiesen.

## Ausstattung

### Malereien
Die Malereien stammen aus vier Epochen. Das älteste Bild ist die Darstellung des Christophorus an der südlichen Aussenwand aus der Mitte des 14. Jahrhunderts von einem Tessiner oder lombardischen Maler. Die Malereien an der Ostwand, die sich um die Ecke bis an die Südwand ziehen, wurden 1928 freigelegt. Sie stammen aus dem Jahr 1451 und sind vom selben Künstler, der die Bilder der dritten Etappe der Reformierten Kirche Waltensburg malte. Sie zeigen Heilige und Apostel.
In der Sockelzone der Südwand befindet sich ein Wandgemälde von 1451 mit der Darstellung der Legende von der «Begegnung der drei Lebenden und der drei Toten». Von rechts nähern sich ein junger Mann und zwei junge Frauen in höfischer Tracht den drei Totengerippen, von denen das letzte noch als Bogenschütze und das vorletzte als Sensenmann zu erkennen ist. Bei dem vorderen Toten sind Kopf und Oberkörper durch das später ausgebrochene Fenster stark beschädigt worden. Die Texte auf den Spruchbändern können nicht mehr entziffert werden.
Das grosse Fresko der Epiphanie an der Südwand stammt von Cristoforo und Nicolao da Seregno aus der Zeit um 1455.
Die Darstellung der zwölf Heiligen an der Nordwand stammt aus dem 18. Jahrhundert.

### Altäre
Der grosse Altar – ohne Flügel und Predella – stammt aus der Werkstatt von Ivo Strigel; er ist mit 1486 datiert. Er zeigt die Muttergottes, rechts St. Antonius Abt und Leonhard, links die Heiligen Wolfgang und Sebastian. Die Flügel wurden vermutlich verkauft, ebenso die Figuren der Bekrönung, die die Patrone der Cadi zeigten, Martin, Placidus und Sigisbert. Die im September 1927 wiederentdeckte bemalte Rückseite zeigt das Jüngste Gericht mit Maria und Johannes als Fürbitter.
Der Flügelaltar im hinteren Teil der Kapelle aus dem Jahr 1633 ist aus der Werkstatt von Hans Jakob Greutter. Er zeigt Szenen aus dem Leben des Kirchenpatrons St. Eusebius.

### Kruzifix
Das Kruzifix an der Wand beim Eingang ist eine vermutlich nachmittelalterliche Nachbildung eines Originals aus dem 13. Jahrhundert. Kreuz und Bemalung sind neueren Datums.

## Galerie

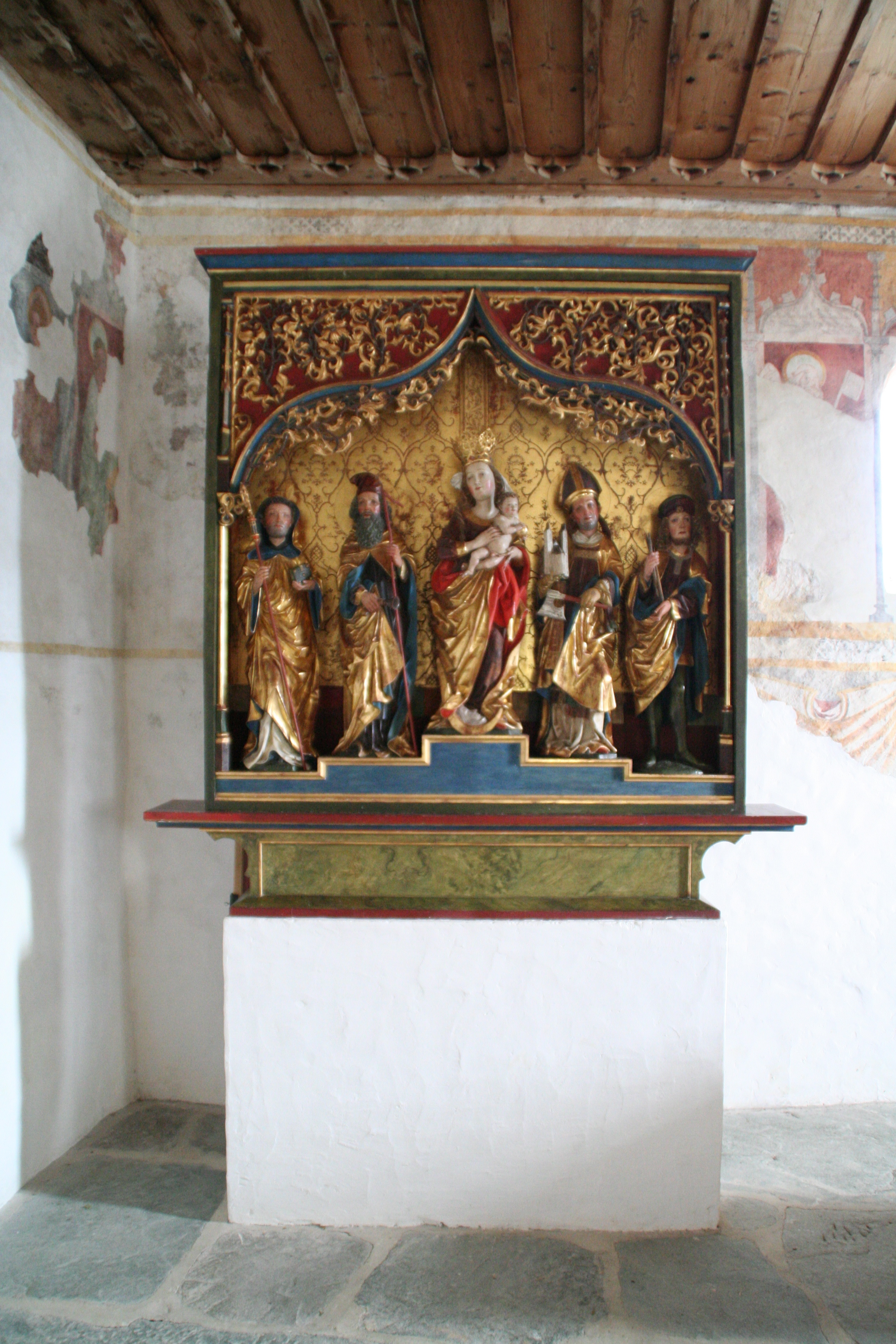
Altar von Ivo Strigel
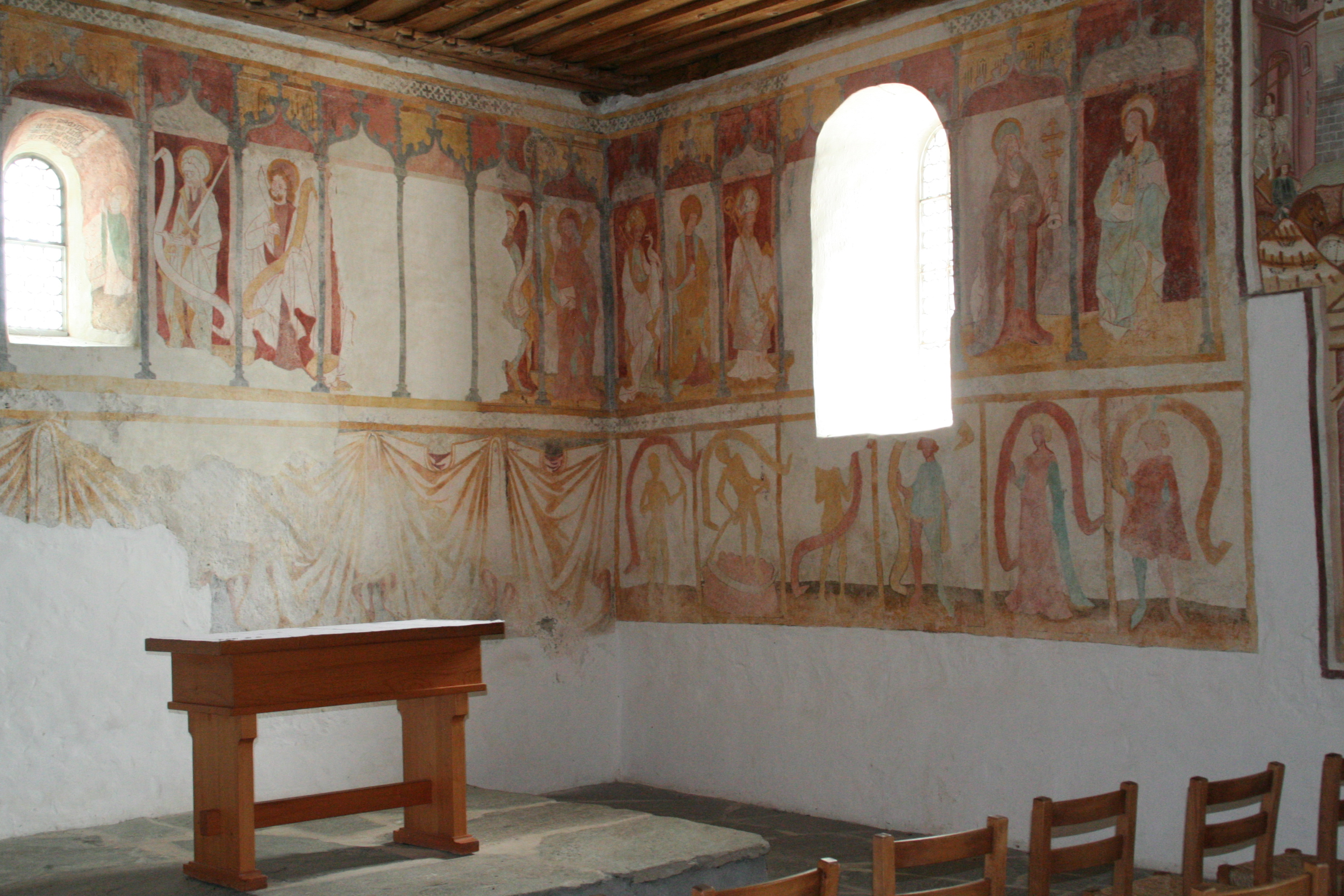
Südostecke
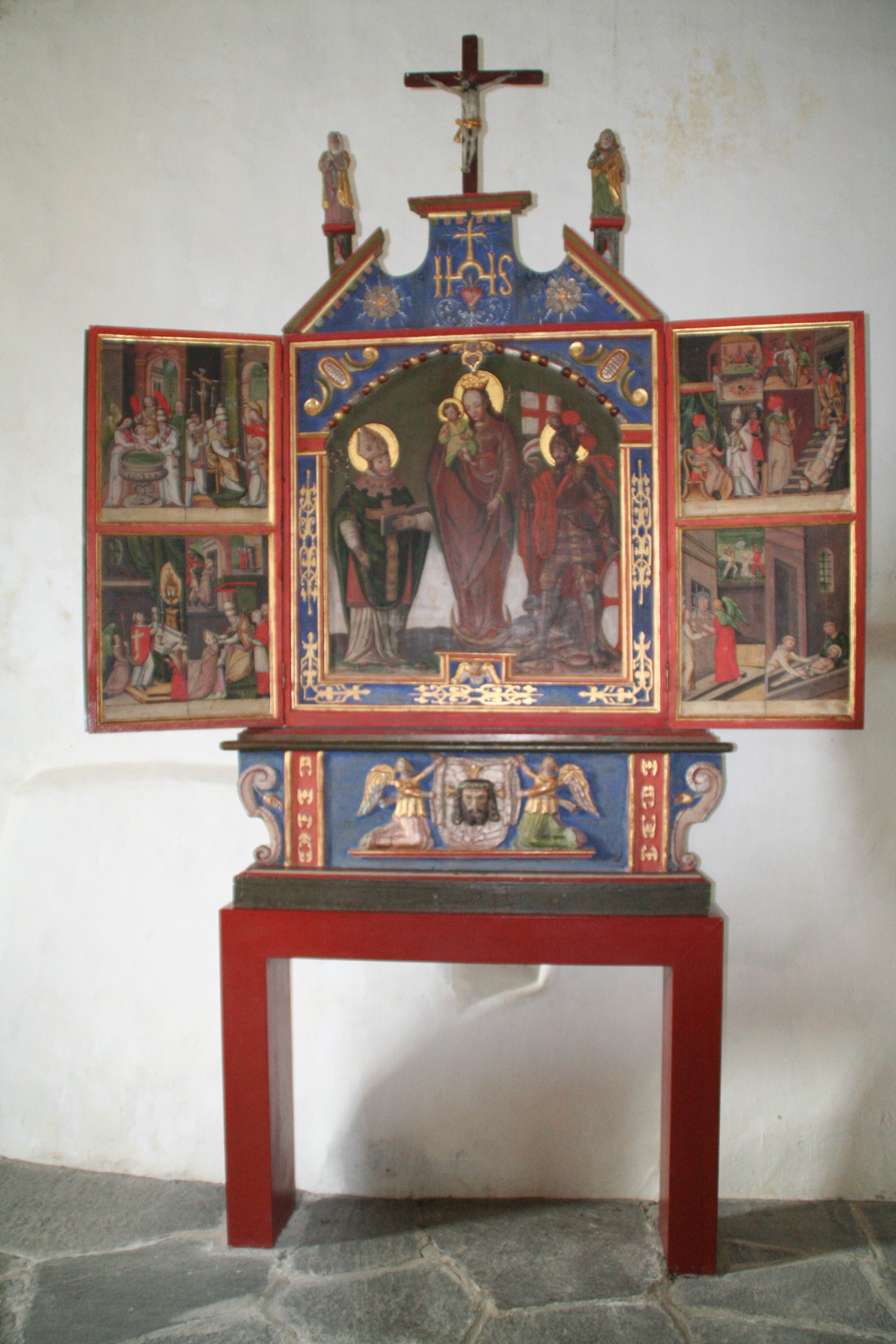
Flügelaltar
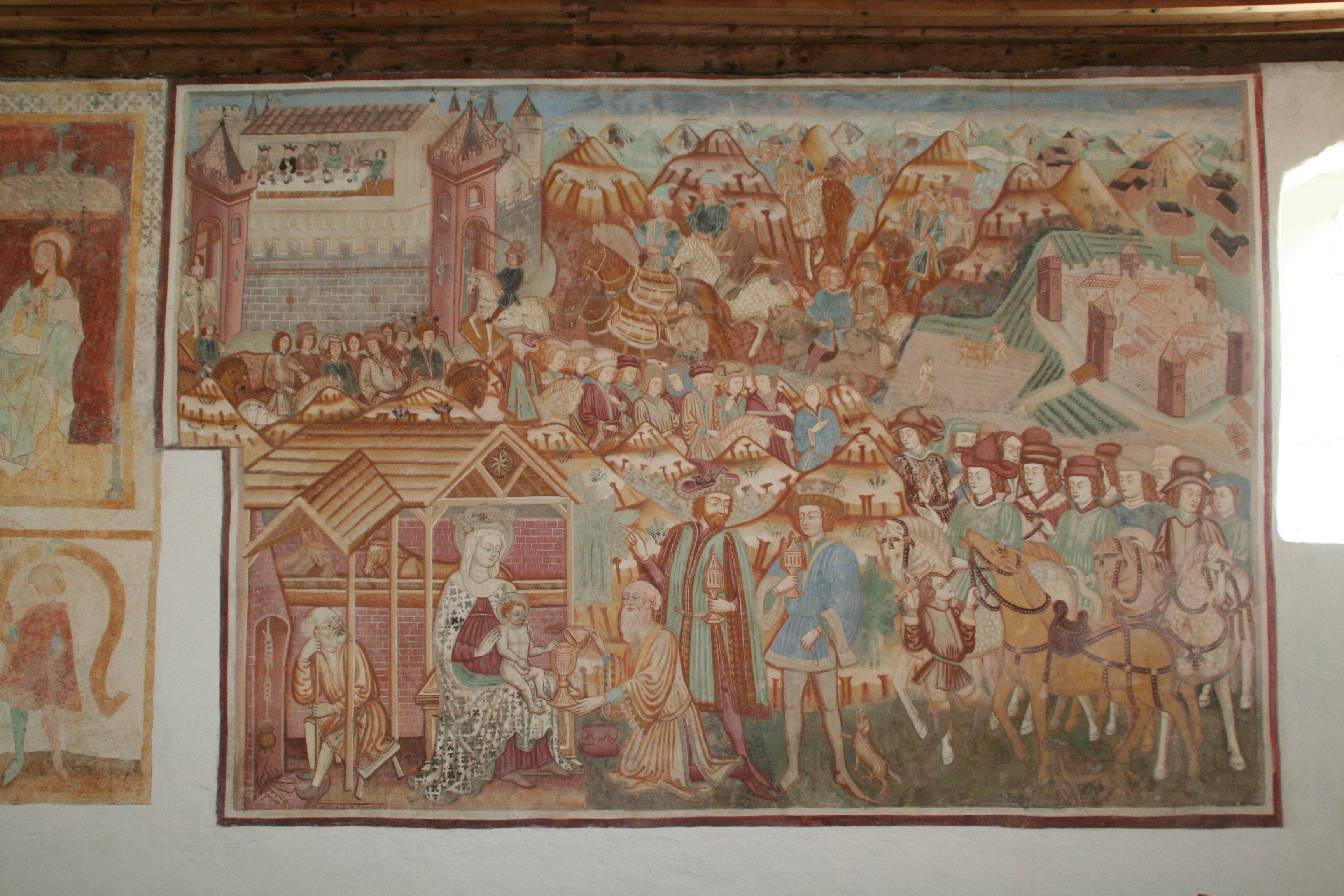
Fresko von Nicolao da Seregno
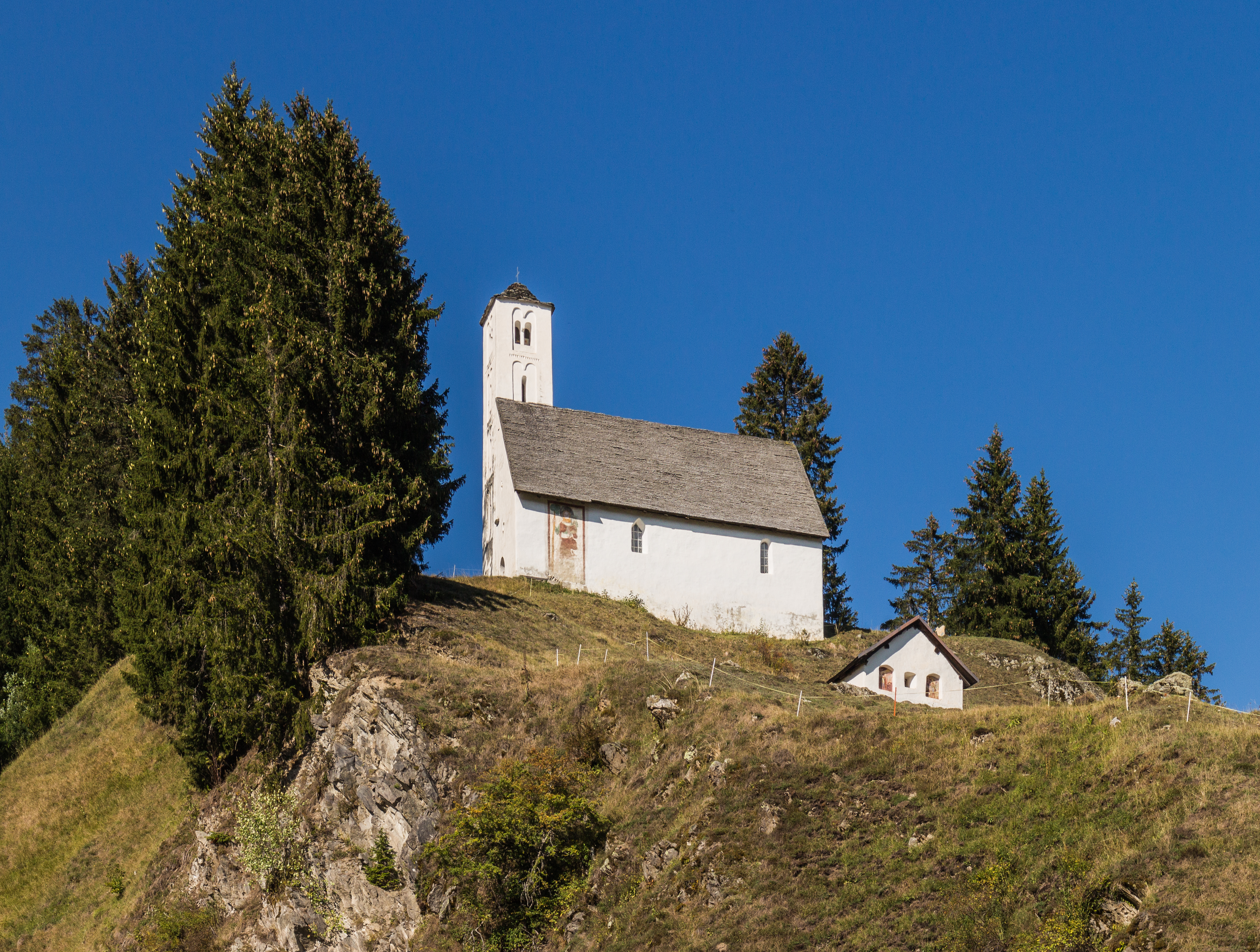
Kapelle